# Magda Guzmán
Magda Guzmán (Saltillo, Coahuila, 1931. május 16. – Mexikóváros, 2015. március 12.) mexikói színésznő.

## Élete és pályafutása
1931. május 16-án született Saltillóban. Négy gyermeke van: Karina, Gerardo, Mirta és Carlos. Unokája Magda Karina, színésznő. 1985-ben Victoria Lombardo szerepét játszotta a Tú o nadie című telenovellában. 1998-ban megkapta Fidelina szerepét a Paula és Paulina című sorozatban.

## Halála
2015. március 12-én halt meg szívrohamban 83 évesen. Haláláról unokája számolt be.

## Filmográfia

### Filmek
- Viernes de ánimas (2011) .... Andy anyja
- La dinastía de Drácula (1978)
- La plaza de Puerto Santo (1976)
- ¿Porque nací mujer? (1968) .... Tia Ernestina
- El juicio de Arcadio (1965)
- En busca de la muerte (1961)
- Confidencias matrimoniales (1958)
- Manicomio (1957)
- Llamas contra el viento (1956)
- La vida no vale nada (1956)
- ¿Con quién andan nuestras hijas? (1955) .... Beatriz
- La vida no vale nada (1955) .... Silvia
- Frente al pecado de ayer (1954)
- Rosalba (1954)
- La duda (1953)
- Acuérdate de vivir (1952)
- Muchachas de uniforme (1950)
- Gemma (1949)
- Tarzán y las sirenas (1948)
- Noche de recién casados (1941)

### Telenovellák
| - A szív parancsa (Amor bravío) (2012) - Refugio - Para volver a amar (2010 - 2011) - Conchita Cabrera - A szerelem nevében (En nombre del amor) (2008 - 2009) - Rufina "Rufi" Martínez - Tormenta en el Paraíso (2007 - 2008) - Yolanda - Alborada (2005 - 2006) - Sara de Oviedo "La Poderosa" - Misión S.O.S (2004 - 2005) - Doña Justina Aranda - Sin pecado concebido (2001) - Eva Santana - Mi destino eres tú (2000) - Nana Nina - Infierno en el Paraíso (1999) - Fernanda "Nanda" Vda. de Prego - Paula és Paulina (La usurpadora) (1998) - Fidelina - María (1997 - 1998) - Te sigo amando (1996 - 1997) - Ofelia - Bajo un mismo rostro (1995) - Rosario - Valeria y Maximiliano (1991 - 1992) - Eugenia Landero - Balada por un amor (1990) - Beatriz - El cristal empañado (1989) - Virginia - Rosa salvaje (1987 - 1988) - Tomasa "Manina" González - Lista negra (1986) - Angélica - Cautiva (1986) - Aurelia - Tú o nadie (1985 - 1986) - Victoria Lombardo - Bodas de odio (1983) - Carmen Mendoza Vda. de Muñoz - Al final del arco iris (1982) - Elvira Balmori - Extraños caminos del amor (1981) - Antonia Guerra - Muchacha de barrio (1979) - Rosa - El amor llegó más tarde (1979) - Elena - Santa (1978) - Acompáñame (1977) - Esperanza - Rina (1977) - Doña Chana - Lucia – A sors üldözöttje (Los miserables) (1973) - Sra. Thernardier | - La señora joven (1972) - Maura Montiel - Muchacha italiana viene a casarse (1971 - 1972) - Analia - Mis tres amores (1971) - Consuelo - La gata (1970) - Leticia "La Jarocha" - Yesenia (1970) - Trifenia - Magdalena (1970) - Magdalena - Cadenas de angustia (1969) - Los Caudillos (1968) - Josefa Ortiz de Domínguez - Pueblo sin esperanza (1968) - Mujeres sin amor (1968) - Anita de Montemar (1967) - Carlota - Un ángel en el fango (1967) - No quiero lágrimas (1967) - Adriana (1967) - El usurpador (1967) - El medio pelo (1966) - Paz - El corrido de Lupe Reyes (1966) - María - Marina Lavalle (1965) - Las abuelas (1965) - Siempre tuya (1964) - Laura - San Martín de Porres (1964) - Ana Velázquez - La familia Miau (1963) - El secreto (1963) - La actriz (1962) - Las gemelas (1961) - Marianela (1961) - Marianela - El hombre de oro (1960) - Amar fue su pecado (1960) - Dos caras tiene el destino (1960) - Más allá de la angustia (1958) |